# ۱۹ دی
۱۹ دی دویست و نود و پنجمین روز سال در گاه‌شماری خورشیدی است. به پایان سال ۷۰ روز (۷۱ روز در سال کبیسه) باقی‌است.

## رویدادها
- ۱۳۵۶ - قیام مردم قم[۱]
- ۱۳۵۹ - عملیات آزادسازی میمک
- ۱۳۶۵ - شروع عملیات نظامی کربلای ۵ در جنگ ایران و عراق
- ۱۳۸۴ - حادثه ۱۹ دی ۱۳۸۴ داسو فالکون ۲۰ سپاه پاسداران انقلاب اسلامی
- ۱۳۸۹ - حادثه پرواز شماره ۲۷۷ ایران‌ایر
- ۱۳۹۵ – در پی درگذشت اکبر هاشمی رفسنجانی، رئیس مجمع تشخیص مصلحت نظام و رئیس‌جمهور سابق ایران سه روز عزای عمومی در ایران اعلام شد.[۲][۳] دو روز بعد جمعیت انبوهی در تهران برای تشییع جنازهٔ وی گرد آمدند که در رسانه‌های خبری خبرساز شد.[۴] استاندار تهران، شمار مردم را ۲/۵ میلیون نفر ذکر کرد.[۵]

## زادروزها
- ۱۳۲۵ - ایرج جنتی عطایی، شاعر، ترانه‌سرا و نمایشنامه‌نویس
- ۱۳۶۱ - محمد نوری، بازیکن فوتبال
- ۱۳۶۱ - میثاق معمارزاده، بازیکن فوتبال
- ۱۳۷۰ - ایمان صادقی، بازیکن فوتبال
- ۱۳۶۲ - مجتبی ابراهیمی سورکوهی، معاون صندوق
- ۱۳۸۷ - علی ربیعی، خالق اثر طنز «مدل شدن علی»

## درگذشت
- ۱۳۸۴ - احمد کاظمی، سرتیپ سپاه پاسداران[۶]
- ۱۳۸۴ - غلامرضا یزدانی، سرتیپ سپاه پاسداران[۶]
- ۱۳۹۵ - اکبر هاشمی رفسنجانی، سیاستمدار، رئیس سابق مجمع تشخیص مصلحت نظام ایران
- ۱۳۹۵ - کاظم سیدعلیخانی، بازیکن فوتبال
- ۱۳۹۸ - سید هاشم رسولی محلاتی، مسئول وجوهات و مسائل شرعی بیت رهبری